# Cladocora caespitosa
Cladocora caespitosa és un corall dur de la subclasse Hexacorallia que forma l'únic escull coral·lí real del mar mediterrani.
S'ha observat que aquesta espècie demostra rejuvenescència, una estratègia única de supervivència que li permet recuperar-se després d'esdeveniments de pujades de temperatura.